# Shona (Volk)

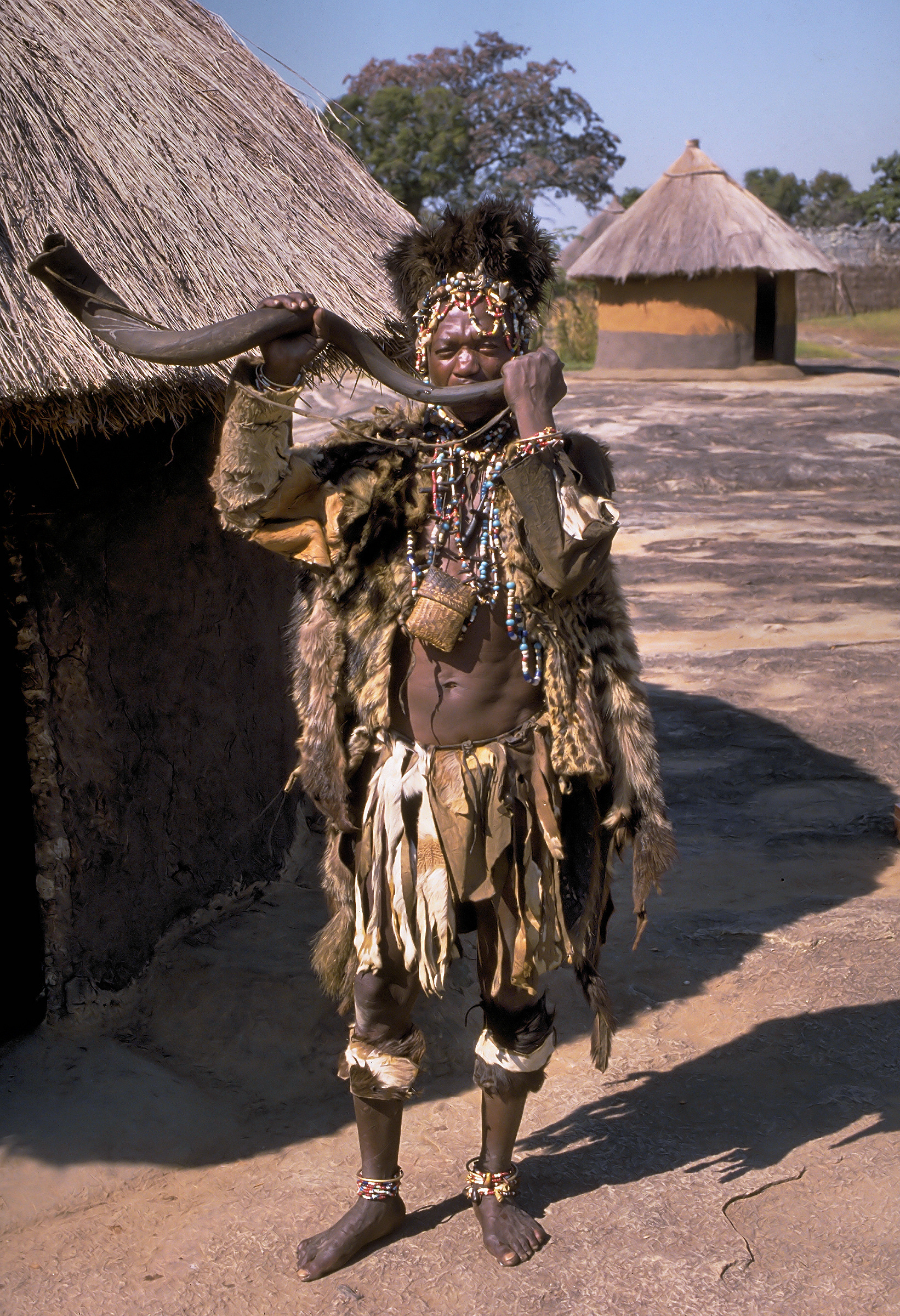
Schamane der Shona in traditioneller Kleidung, nahe Groß-Simbabwe

Die Shona, deutsch Schona (Eigenbezeichnung im Plural MaShona), sind ein Volk von neun bis elf Millionen Menschen im südlichen Afrika. Ihre Sprache wird ebenfalls Shona genannt, als Eigenbezeichnung ChiShona.
„Shona“ war im 19. Jahrhundert ursprünglich eine abwertende Bezeichnung für alle, die nicht dem Ndebele-Volk angehörten, das zu der Zeit einen Staat beherrschte, dessen Fläche sich weitgehend mit der des heutigen Simbabwe deckte (Matabele-Königreich).
Einige Elemente der Shona-Kultur sind im Immateriellen Kulturerbe der Menschheit vertreten.

## Siedlungsgebiet und Gliederung

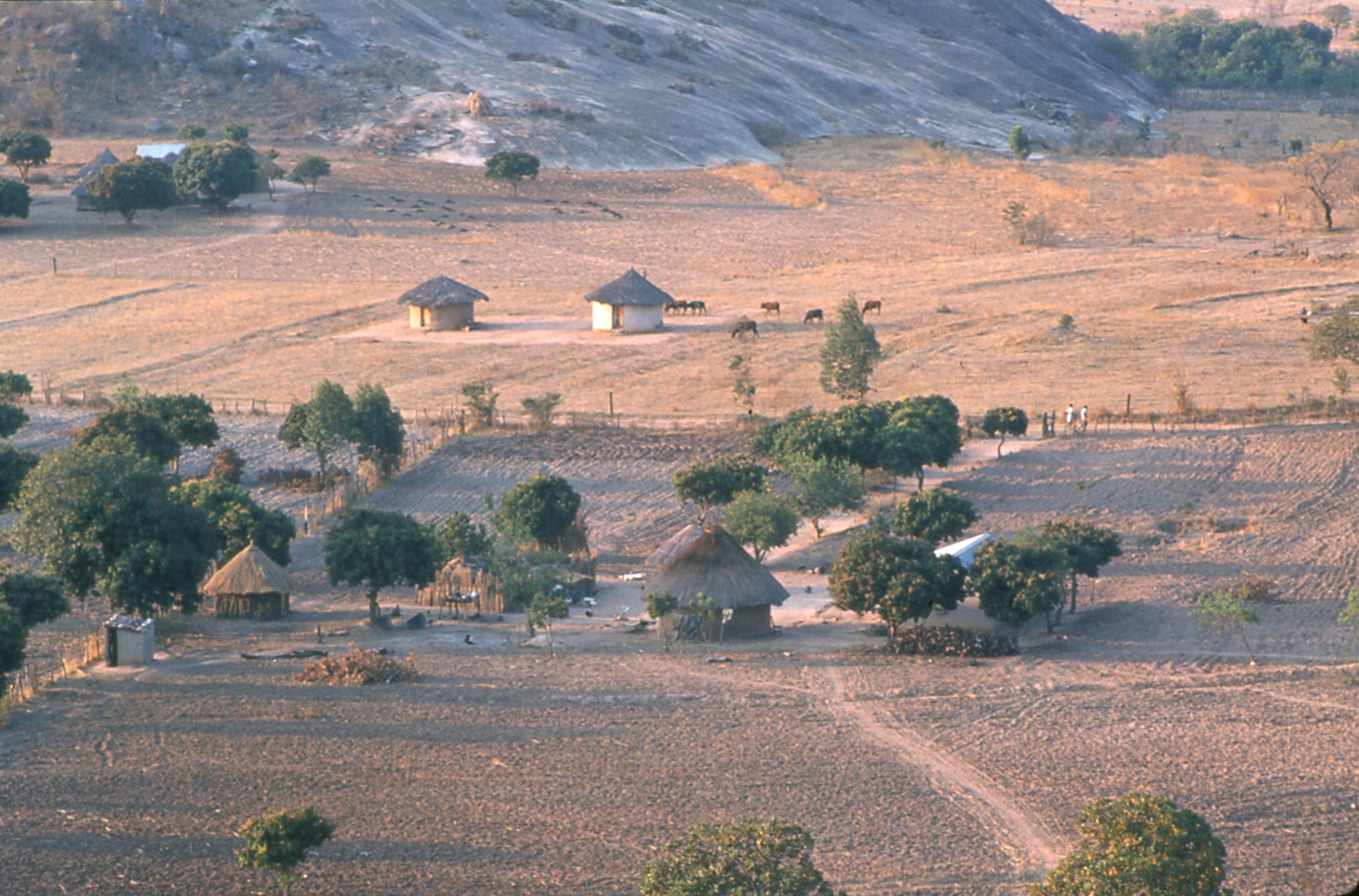
Shona-Gehöfte in Simbabwe

Die meisten Shona leben im Staat Simbabwe, wo sie etwa 70 % der Bevölkerung bilden. Dort wohnen sie vor allem im Norden und Osten dieses Landes. Eine beträchtliche Gruppe lebt auch als Einwanderer in Südafrika. Die Shona gliedern sich in fünf Hauptgruppen, die vier Hauptdialekte sprechen. Der Karanga-Dialekt wird außer von den Karanga von den Rozvi gesprochen, beides zusammen 4,5 Mio. Menschen. Die weiteren Gruppen sind die 3,2 Mio. Zezuru, die 1,7 Mio. Korekore und die 1,3 Mio. Shona im engeren Sinne. Diese Hauptgruppen gliedern sich in zahlreiche Unterstämme.
Ob die West-Shona oder Kalanga, 700.000 im Südwesten Simbabwes und 150.000 in Botswana, den Shona zuzurechnen sind oder nicht, ist unklar. Ethnologue zählt sie separat, stellt aber fest, dass ihre Sprache mit den großen Shona-Dialekten gegenseitig verständlich sei.

## Nahe Verwandte
Eng mit dem Shona verwandt, aber nur bedingt wechselseitig verständlich sind die Sprachen der über 1 Mio. Manyika entlang der simbabwisch-mosambikanischen Grenze und der überwiegend in Mosambik beheimateten über zwei Millionen Ndau, die sich anscheinend auch als eigenständige Nationen definieren. Das Gleiche gilt für das Nambya der etwa hunderttausend Banyai, die großenteils in Simbabwe leben.

## Religion
Etwa 60 % bis 80 % der Shona sind heute Christen. Daneben spielen aber Vorstellungen aus der früheren Shona-Religion eine beachtliche Rolle, insbesondere Ahnenkult und Totemismus.
Das Weiterleben der Ahnen nach dem Tode findet nicht in einem Jenseits statt, sondern sie halten sich in einem anderen Zustand im Hier und Jetzt auf. Um mit ihnen in Kontakt zu treten, wird unter anderem das Bira-Ritual vollführt, das nicht selten eine ganze Nacht lang dauert.
Einige grundlegende Handlungen der Shona-Religion dienen der Verständigung mit Geistern, die von einem Medium beherbergt werden, das ihre Stimme weitergeben kann. Es gibt zahlreiche Geister, denen bestimmte Aufgaben zugeordnet werden. Einige bringen Regen; die Ahnengeister Vadzimu bieten Schutz für den Einzelnen und den Clan und verlangen, dass traditionelle Werte strikt beachtet werden. Eine weitere Kategorie sind die von längst verstorbenen Fremden stammenden Mashawe-Geister, die ruhelos umherstreifen, bis sie sich in einem Menschen niederlassen, der daraufhin erkrankt. Dagegen muss der Betreffende gelegentlich mit Hilfe eines Heilers (Nganga) ein ebenfalls Mashawe genanntes Besessenheitsritual durchführen.
Die Religion der Shona beinhaltet auch eine vage Vorstellung von einem entrückten Himmelsgott, Mwari. Während man Schutz und Hilfe der Ahnen durch Opfer und Gefügigkeit zu gewinnen sucht, kann der Mwari bei schwerem Unglück sogar gescholten werden. Der Glaube an den Mwari wurde von christlichen Missionaren gefördert, um daran mit der christlichen Gottesvorstellung anknüpfen zu können.

## Kunst und Kultur
Seit der Mitte des 20. Jahrhunderts sind die Shona-Skulpturen wegen ihrer bildhauerischen Qualität berühmt und gehören zu einem wichtigen Teil der zeitgenössischen afrikanischen Kunst.
Die Shona-Musik ist vor allem für das Spiel der Mbira und anderer regional verbreiteter Lamellophone bekannt. Diese Zupfidiophone bestehen aus einem Satz gestimmter Metalllamellen, die auf ein Holzbrett montiert sind und manchmal mit einer halben Kalebasse als Resonanzkörper verstärkt werden. Alle Lamellophone (darunter karimba und matepe) haben eine bestimmte Zahl von Lamellen, die spezifisch gestimmt sind. Landesweit werden heute Marimbas gespielt. Es gibt große Ensembles mit Panflöten ngororombe und Trommeln. Ansonsten sorgen Kalebassenrasseln hosho für die rhythmische Begleitung. Ein seltener Flötentyp aus einer Längs- und Gefäßflöte ist die ombgwe. Zu den meisten Musikstilen gehört Gesang, solistisch oder in Gruppen.
Der Mbende-Jerusarema-Tanz der Zezuru-Shona ist eine polyrhythmische Musik mit akrobatischem Tanz.
Die Shona verwenden ein traditionelles Schwert, das Bakatwa.

### Immaterielles Kulturerbe der Menschheit
Der Mbende-Jerusarema-Tanz wurde im Jahr 2005 in die UNESCO-Liste der Meisterwerke des mündlichen und immateriellen Erbes der Menschheit aufgenommen. „Herstellung und Spiel der Mbila“ folgte 2020 auf gemeinsamen Antrag Malawis und Zimbabwes.